# Супутники (фільм, 1931)
«Супутники» (англ. Partners of the Trails) — вестерн 1931 року режисера Воллеса Фокса з Томом Тайлером, Бетті Мак та Лафе Маккі. 

## Актори
- Том Тайлер - Ларрі Кондон
- Бетті Мак - Рубі Джерард
- Лафе Маккі - шериф Маквейд
- Реджанальд Шеффілд - Джон Дюрант
- Горас Карпентер - Скітса Бріггз
- Патрік Руні - Берк
- Маргеріт МакВейд - Мері Лопез